# Johann von Uthmann
Johann Wilhelm Adolf Franz von Uthmann (* 2. Februar 1824 in Schneidlingen; † 9. Januar 1897 in Wiesbaden) war ein preußischer Generalmajor.

## Leben

### Herkunft
Johann war Angehöriger des schlesischen Adelsgeschlechts von Uthmann und ein Sohn des preußischen Generalmajors Erdmann von Uthmann (1790–1861) und dessen Ehefrau Karoline Adelaide, geborene Rabe (1799–1857).

### Militärkarriere
Uthmann besuchte Gymnasien in Minden und Kolberg. Am 8. Oktober 1842 trat er als Füsilier in das 29. Infanterie-Regiment der Preußischen Armee ein. Mit der Beförderung zum Sekondeleutnant wurde er Anfang November 1843 der 3. Ingenieur-Inspektion aggregiert und bis Ende Juni 1845 an die Vereinigte Artillerie- und Ingenieurschule kommandiert. Danach war Uthmann zur 7. Pionier-Abteilung sowie zur 2. Reserve-Pionier-Abteilung in Mainz kommandiert, bevor er Ende März 1848 in die 3. Ingenieur-Inspektion einrangiert wurde. Für ein halbes Jahr versah er Dienst bei der Fortifikation in Glatz und kam Mitte April 1851 zur 2. Ingenieur-Inspektion. Dort stieg Uthmann am 2. Dezember 1852 zum Premierleutnant auf, war für eineinhalb Monate bei der Fortifikation Königsberg und wurde am 1. März 1853 zur 1. Ingenieur-Inspektion versetzt. Als Hauptmann war Uthmann ab dem 27. Juni 1857 Chef der 2. Kompanie der Garde-Pionier-Abteilung. Zugleich fungierte er ab Juli 1863 auch als Mitglied der Prüfungskommission für Hauptleute und Premierleutnants des Ingenieurkorps. Am 1. Dezember 1863 wurde Uthmann zum Adjutanten der 1. Ingenieur-Inspektion ernannt.
Während des Deutschen Krieges war er 1866 zunächst zu Befestigungsarbeiten in und bei Dresden kommandiert, bevor Uthmann als 2. Ingenieuroffizier beim II. Reserve-Armee-Korps am Feldzug in Süddeutschland teilnahm. Nach Kriegsende wurde er am 20. Oktober 1866 unter Beförderung zum Major Kommandeur des Niederschlesischen Pionier-Bataillons Nr. 5 in Glogau. Vom 14. Januar 1868 bis zum 3. Januar 1870 war er Kommandeur des Kurhessischen Pionier-Bataillons Nr. 11 und anschließend Ingenieuroffizier vom Platz in Mainz. In dieser Eigenschaft verantwortete Uthmann 1870/71 während des Krieges gegen Frankreich die Armierung der Festung Mainz. Anlässlich der Kaiserproklamation wurde er am 18. Januar 1871 zum Oberstleutnant befördert. Am 22. März 1873 erhielt Uthmann den Charakter als Oberst. Unter Verleihung des Patents zu diesem Dienstgrad wurde er am 13. Mai 1873 zum Inspekteur der 4. Festungs-Inspektion ernannt. Außerdem war er ab dem 10. Juni 1873 zunächst Mitglied und später bis zu seiner Verabschiedung Präses der Prüfungskommission des Ingenieurkorps. Nach einer zweijährigen Verwendung als Inspekteur der 1. Pionier-Inspektion wurde Uthmann am 13. April 1878 zum Inspekteur der 1. Ingenieur-Inspektion ernannt und fünf Tage später zum Generalmajor befördert. In dieser Stellung Mitte September 1879 mit dem Roten Adlerorden II. Klasse mit Eichenlaub ausgezeichnet, wurde Uthmann am 24. Juni 1880 Rechtsritter des Johanniterordens. Am 14. Oktober 1880 stellte man ihn mit der gesetzlichen Pension zur Disposition.

### Familie
Uthmann hatte sich am 19. Oktober 1853 in Pohren mit Eveline Will (1830–1891) verheiratet. Aus der Ehe gingen folgende Kinder hervor:
- Anna (* 1854)
- Hans (1856–1926), preußischer Major im Füsilier-Regiment „von Gersdorff“ (Kurhessisches) Nr. 80 ⚭ 1886 Charlotte d’Orville von Löwenclau (1866–1925)
- Ernst (* 1857)
- Friedrich (1862–1943), preußischer Oberst und Kommandeur des Feldartillerie-Regiments Nr. 260 ⚭ 1900 Amunda Egidius, geschiedene von Bothmer (1863–1942)